# Človekoljubje
Človekoljúbje ali s tujko filantropíja (grško ψιλος - prijatelj + ανθροπος - človek) označuje dobrohotnost in naklonjenost, ljubezen do drugih ljudi. Sledi določenemu etično-političnemu učenju, med katerimi so tudi nekatere značilne teze kosmopolitstva, zamisli o verski strpnosti in podobno. Oseba, ki aktivno deluje skladno s to usmeritvijo, se imenuje človekoljub ali filantrop.
Govora je o ljubezni do vsega človeštva ne glede na narodnostne, verske in druge omejitve. Tako razumevanje filantropije je mogoče zaslediti že v antični Grčiji. V 19. stoletju se je za filantropijo zavzel francoski filozof Augustin Cournot, ki je poudaril, da bi morali ljudje zamisel o človeštvu postaviti nad zamisel o narodni ali verski pripadnosti. 
Te zamisli je v svojih delih izpostavljal tudi Karl Marx, zlasti v njegovem humanizmu in internacionalizmu. 
Filantropízem se je kot posebna smer oblikoval tudi v pedagogiki in teži k temu, da bi morali otroku posredovati taka znanja, ki jih bo lahko v življenju koristno uporabil, tako za svojo srečo kot za srečo človeštva.